# Bartosz Kolecki
Bartosz Kołecki, né le 15 septembre 1991, est un taekwondoïste polonais. Il évolue dans les catégories de poids -74 kg.

## Palmarès

### Championnats d'Europe
- Médaille de bronze en 2012 à Manchester (Royaume-Uni), en catégorie -74 kg.